# الجغادمة
قرية الجغادمة، وهي إحدى قرى منطقة جازان وهي قرية سكنية تابعة لبلدية محافظة أبو عريش جنوب غرب المملكة العربية السعودية، تبعد 11 كم باتجاه الجنوب من مدينة أبو عريش.

## الموقع
تقع قرية الجغادمة في منطقة زراعية وسط محافظة جازان، تبعد عن مدينة أبو عريش التابعة لها حوالي 11 كيلومتر وهي مسورة بأشجار السرو، وتبعد حوالي 40 كيلومترا بالاتجاه الشرقي من مدينة جازان، عند خط طول 42 درجة وخط العرض 16 درجة.

## عدد السكان
46943

## انظر ايضاً
- القويعية
- البهاكله
- المصايدة

## وصلات خارجية
- بيانات المجلس البلدي من الأمانة العامة لشؤون المجالس البلدية.[وصلة مكسورة]
- حصر الخدمات بالمدن والقرى بمنطقة جازان.
- دليل الخدمات بمنطقة جازان.
- مصلحة الإحصاءات العامة والمعلومات.